# 利姆尼普拉斯蒂拉
利姆尼普拉斯蒂拉（希臘語：Λίμνη Πλαστήρα）是希腊色萨利大区卡尔季察专区的市镇，行政中心为莫尔福武尼村。市镇面积为198.4平方公里，2021年人口数量为5,234人。
此市镇设立于2011年地方政府改革中，由原两个市镇合并而成，原市镇则成为此市镇的两个市区。市镇名源自普拉斯蒂拉斯湖（又名塔夫罗波斯人工湖），而该湖是以希腊将军及三任总理尼古劳斯·普拉斯蒂拉斯来命名的。